# Paroreomyza
Paroreomyza is een geslacht van zangvogels uit de vinkachtigen (Fringillidae).

## Soorten
Het geslacht kent de volgende soorten:
- Paroreomyza maculata – Oahukruiper
- Paroreomyza montana – Mauikruiper

### Uitgestorven
- † Paroreomyza flammea – Molokaikruiper